# Raionul Terebovlea, Ternopil
Terebovlea (în ucraineană Теребовлянський район, transliterat: Terebovleanskîi raion) este un raion în regiunea Ternopil, Ucraina. Reședința sa este orașul Terebovlea.

## Demografie
Componența lingvistică a raionului Terebovlea
     Ucraineană (99,4%)
     Alte limbi (0,57%)
Conform recensământului din 2001, majoritatea populației raionului Terebovlea era vorbitoare de ucraineană (99,4%), existând în minoritate și vorbitori de alte limbi.